# Werksiedlung Wiedenbrunn

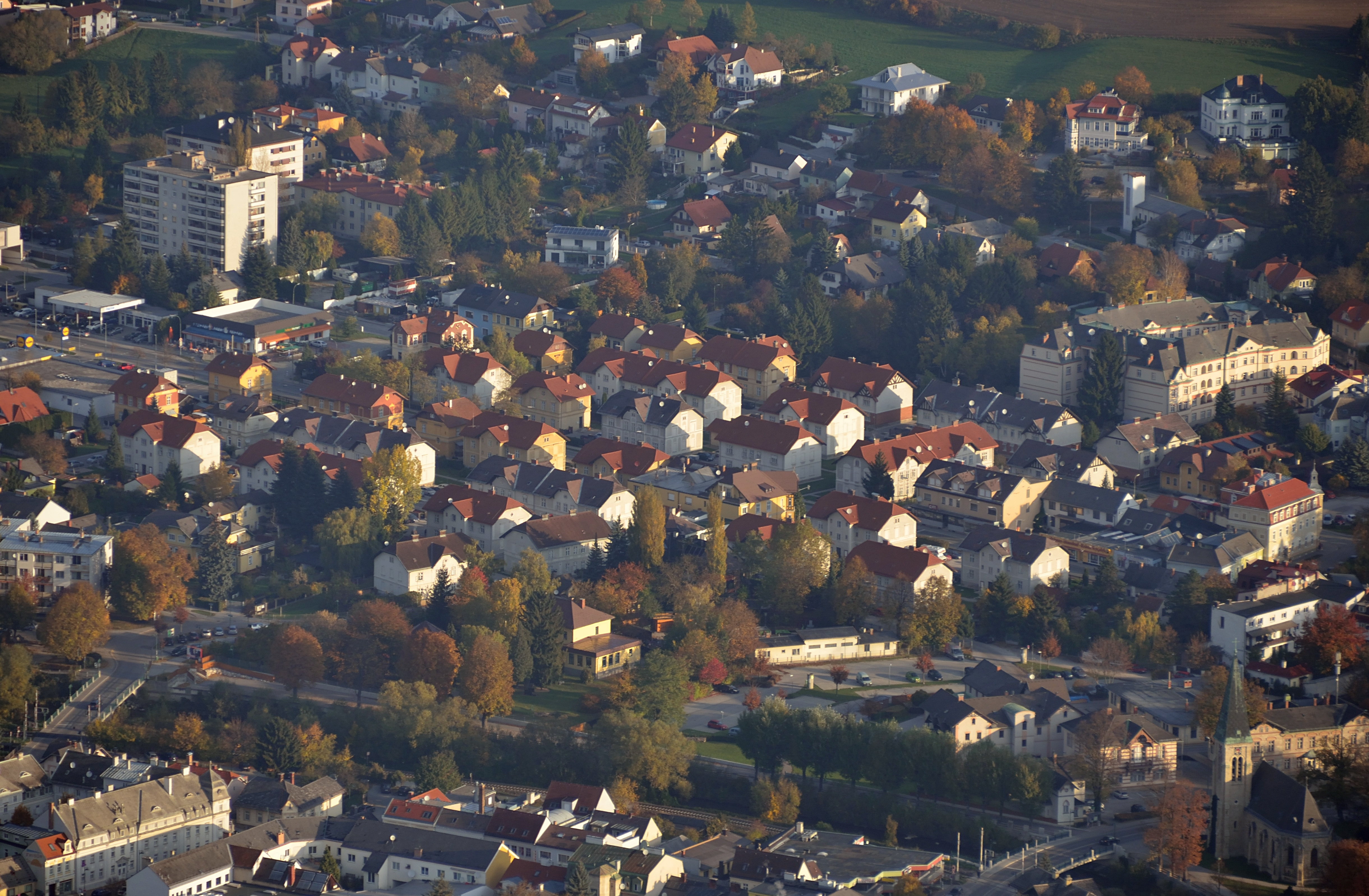
Luftaufnahme vom Heißluftballon

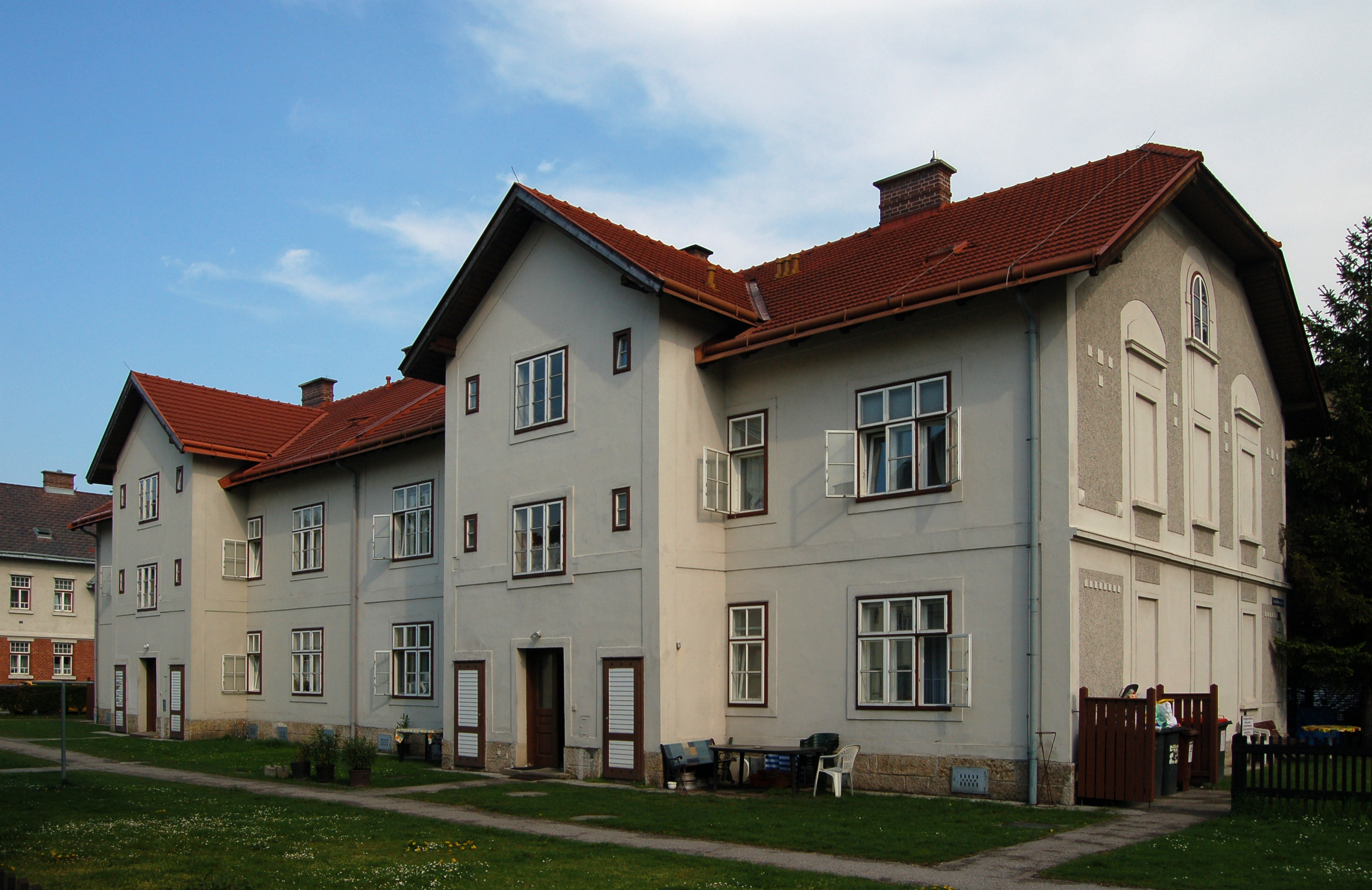
Ehemaliges Arbeiterwohnhaus der Werksiedlung Wiedenbrunn in der Albertstraße 9 & 11

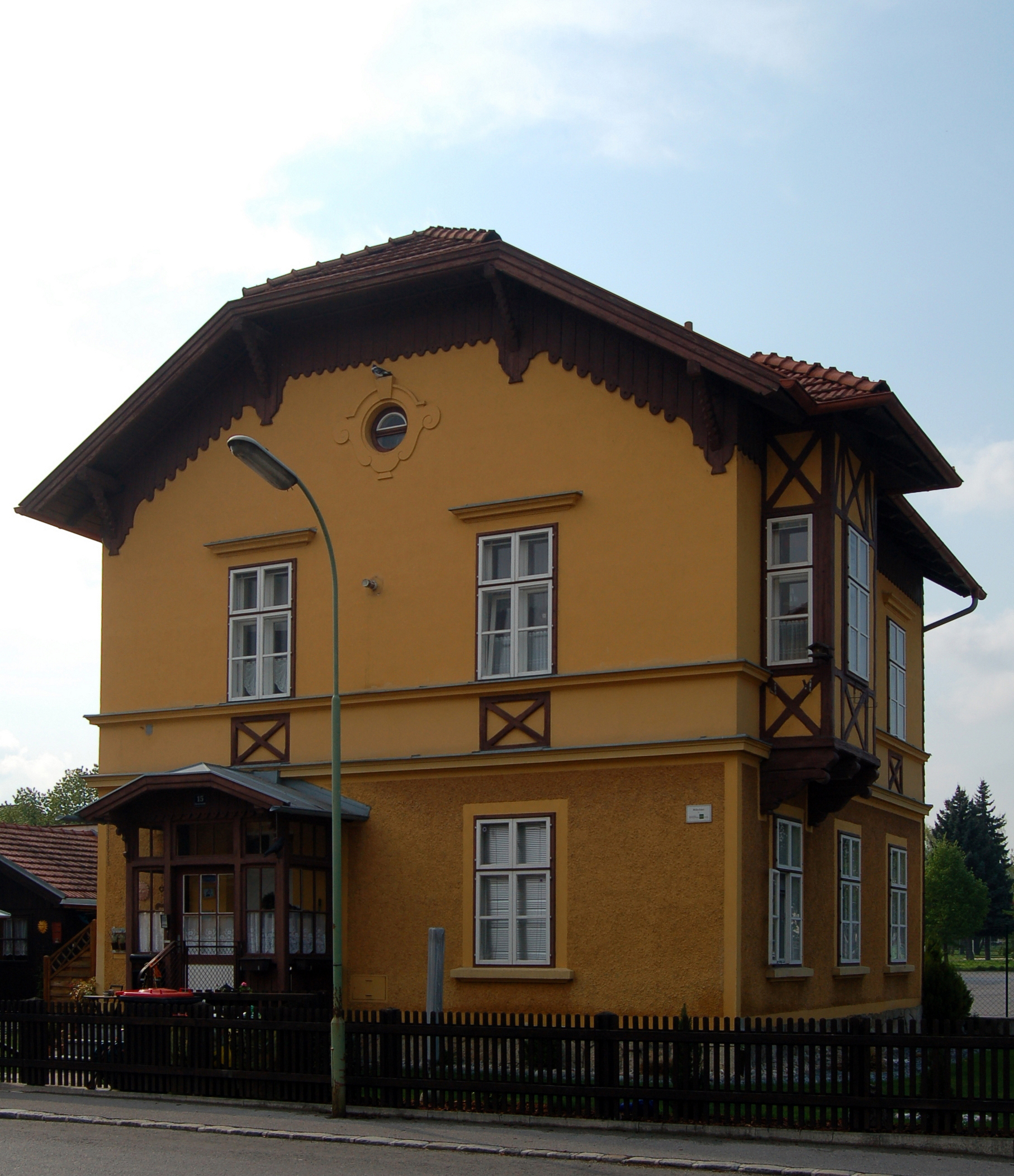
Ehemaliges Arbeiterwohnhaus der Werksiedlung Wiedenbrunn in der Herminenstraße 15

Die Werksiedlung Wiedenbrunn ist ein Arbeiterviertel der Stadt Berndorf in Niederösterreich, das heute zu großen Teilen unter Denkmalschutz steht. Berndorf selbst wird aufgrund der geschichtlichen Entwicklung im 19. Jahrhundert auch als Krupp-Stadt bezeichnet.

## Geschichte
Im 19. Jahrhundert wurde die Metallindustrie in Berndorf, infolge stetigen Ausbaus, zum Haupterwerb der ansässigen Bevölkerung. Es gab um 1844 ungefähr 50 Häuser mit 180 Einwohnern, als der Betrieb unter Alexander Schoeller und Hermann Krupp die Besteckerzeugung mit 50 Arbeitern begann. Diese Firma entwickelte sich später unter
Arthur Krupp zu einem Weltkonzern mit 6000 Mitarbeitern. Die Kruppfamilie ließ für den Zustrom der Arbeiter und Angestellten die Stadtviertel Wiedenbrunn (und Margareten) auf Kosten des Unternehmens errichten, zwischen 1880 und 1918 insgesamt 260 Häuser mit über 1100 Wohnungen.